# Islote Calvo
Die Islote Calvo (spanisch, in Argentinien Islote Morro) ist eine 0,8 km breite Insel im Archipel der Biscoe-Inseln westlich der Antarktischen Halbinsel. Sie liegt 0,36 km südlich des südöstlichen Endes der Duchaylard-Insel.
Chilenische Wissenschaftler benannten sie nach Jorge Calvo P., Teilnehmer an der 4. Chilenischen Antarktisexpedition (1949–1950). Der Hintergrund der argentinischen Benennung ist nicht überliefert.